# Robinson 2009
Robinson 2009 var en svensk dokusåpa som sändes under våren 2009 i TV4. Tidigare hette programmet Expedition Robinson (sändes 1997-2004 i SVT och 2004-2005 i TV3). Formatet och den amerikanska motsvarigheten heter Survivor. Programmet hade premiär den 21 mars 2009 och sändes i elva avsnitt. Ellenor Pierre blev slutgiltig segare.
Till hösten samma år spelade TV4 in ytterligare en säsong av Robinson, då under namnet Robinson Karibien. Även till 2010 spelades det in en säsong, då under namnet Robinson 2010.

## Bakgrund
I en reklampaus i en veckofinal av Idol 2008 meddelade TV4 att man sökte deltagare till den nya säsongen. Linda Isacsson valdes till programledare för säsongen. Hon blev därmed världens första kvinnliga programledare för serien. Inspelningarna började den 7 januari och ägde rum i Filippinerna. Till en början fördes diskussioner om inspelningsplatser som Afrika och Thailand och att det skulle vara en manlig och en kvinnlig programledare. Det diskuterades även om utröstningen skulle sändas direkt via satellit och att tittarna därmed skulle få delta i utröstningen,, men så blev inte fallet i slutändan.

### Inspelningen
Inspelningen av Robinson 2009 påbörjades den i januari på ön Palawan i Filippinerna. Den första strapatsen som väntade tre av de arton tävlandena var att vada genom ett träsk i en timme. Enligt TV4 skulle den nya säsongen bli betydligt tuffare än de tidigare. 
Expressen rapporterade den 11 januari att flera av deltagarna hade efter bara tre dagar på ön drabbats av sjukdomar, vätskebrist och diverse skador. Eftersom tillgången på mat var undermålig fick flera av deltagarna leva på bambublad, vilket gjort dem sjuka. Kerstin Fröblom, som blev den första deltagaren att bli hemskickad, sa i en intervju med Expressen att "Vi trodde att vi skulle få bo på en paradisö, men det var det inte."

## Deltagare
- Angela Monroe, 31 år från Stockholm, grafisk designer samt före detta elitbasketspelare.
- Anna Lundh, 21 år från Mora, tidigare tävlingslöpare.
- Beatrice Karlsson, 37 år från Arvidsjaur, TV-reporter.
- Christian Ternstedt, 28 år från Bankeryd, pokermiljonär.
- Ellenor Pierre, 35 år från Gävle, egenföretagare.
- Erik Billing, 28 år från Malmö, lärare och trummis i bandet Trevolt.
- Erik Blomqvist, 29 år från Ramkvilla, golfinstruktör
- Erik Rydberg, 23 år från Åkersberga, innebandyinstruktör.
- Erika Killén, 28 år från Borås, servitris.
- Jarmo Heinonen, 54 år från Vaxholm, egenföretagare.
- Josefine Myrén, 38 år från Hägersten, tekniker och stylist.
- Kerstin Fröblom, 60 år från Täby, lärare.
- Lukas Berglund, 29 år från Lidingö, läkare.
- Michel Berendji, 39 år från Stockholm, före detta dörrvakt.
- Mika Svensson, 26 år från Stockholm, utbildningskoordinator.
- Nina Amjadi, 22 år från Järfälla, egenföretagare och tidigare basketspelare på elitnivå.
- Rafael Ortega, 44 år från Malmö, lärare.
- Ranjit Roy, 31 år från Hjärup, studerande.

## Tävlingen
Robinson 2009 började med att de 18 deltagarna anlände till ett träsk, i tre olika grupper. En grupp på tre personer som fick fotvandra genom djungeln, en grupp på tio personer som fick simma med en flotte och en grupp på fem personer som fick åka båt. I träsket hade de endast varsin machete som hjälpmedel. Detta gjorde att gruppen började hugga ner palmer för att kunna äta palmhjärtan och TV4 fick böta på grund av den stora skövlingen som skedde. Efter tre dagar var det dags för den första individuella tävlingen, vilket blev "Plankan", en gren som i de tidigare säsongerna avgjort vilka som tävlar i finalen. Den första att trilla i fick åka hem medan vinnaren blev immun. Därefter var det öråd och ytterligare en person fick lämna tävlingen.

Efter örådet delades deltagarna upp i två lag: Magkal och Parangan. Detta skedde genom en pristävling. Vinnarna i pristävlingen fick flytta till en sandstrand medan förlorande laget fick återvända till träsket. Under de fem första programmen skedde pris- och Robinsontävlingar, där det gällde för lagen att vinna immunitet för att slippa gå till örådet och rösta ut en lagmedlem. Fyra deltagare (Beatrice Karlsson, Erika Killén, Mika Svensson och Erik Rydberg) röstades hem i öråd. Deltagaren Josephine Myrén (Parangan) valde att lämna Robinson eftersom hon mått dåligt. 

Innan sammanslagningen mellan Parangan och Magkal skedde skulle varje lag skicka en person till en duell (Buren i grottan). Förloraren fick inte komma tillbaka. Parangan skickade Erik Billing medan Magkal skickade Jarmo Heinonen. Heinonen vann duellen och den första platsen i det sammanslagna lag Robinson. 

När det var dags för sammanslagning bestod Paragan av Anna Lundh, Erik Blomqvist och Angela Monroe, medan Magkal bestod av Ellenor Pierre, Jarmo Heinonen, Nina Amjadi, Lukas Berglund, Ranjit Roy, Christian Ternstedt och Rafael Ortega. 
De personer som efter sammanslagningen röstades ut i örådet fick komma tillbaka till cilivisationen igen, men de blev automatiskt en medlem i den s.k. tysta juryn. Tysta juryns uppgift var fram till finalen hemlig, men alla jurymedlemmar medverkade vid varje kvarvarande öråd. Deras uppgift var då att sitta tysta och observera öråden. Under sammanslagningen valde Christian Ternstedt att avbryta sin medverkan i Robinson. Han fick då åka hem till Sverige igen, istället för att vara med i juryn. 

I finalen tävlade Jarmo Heinonen, Ellenor Pierre, Anna Lundh och Nina Amjadi om de två finalplatserna. Efter två Robinsontävlingar stod Jarmo Heinonen och Ellenor Pierre som finalistkandidater. Som slutgiltig gren blev det öråd, där tysta juryn skulle rösta fram vinnaren. Även Anna Lundh och Nina Amjadi, som förlorade sista tävlingen mot Jarmo Heinonen., blev medlemmar i juryn. Tysta juryn gav fyra röster till Ellenor Pierre och tre röster till Jarmo Heinonen, vilket gjorde att Ellenor Pierre vann Robinson 2009.

## Tävlingsresultat
Tabellen nedan redovisar vilket lag eller vilken/vilka personer som vann pris- och Robinsontävlingarna, samt vem som röstades ut.
| Avsnitt    | Sändningsdatum | Tävlingar               | Tävlingar          | Utröstade/ Hemskickade | Totalt antal örådsröster | Slutplacering                                        | Tittarsiffror        |
| Avsnitt    | Sändningsdatum | Pris- tävling           | Robinson- tävling  | Utröstade/ Hemskickade | Totalt antal örådsröster | Slutplacering                                        | Tittarsiffror        |
| ---------- | -------------- | ----------------------- | ------------------ | ---------------------- | ------------------------ | ---------------------------------------------------- | -------------------- |
| 1          | 21 mars 2009   | Ingen pristävling hölls | Lukas              | Kerstin                |                          | Utslagen i tävlingen Dag 3                           | ca 1 783 000 tittare |
| 1          | 21 mars 2009   | Ingen pristävling hölls | Lukas              | Michel                 | 12-5                     | Första utröstade Dag 4                               | ca 1 783 000 tittare |
| 2          | 28 mars 2009   | Magkal                  | Parangan           | Beatrice               | 6-2                      | Andra utröstade Dag 8                                | ca 1 531 000 tittare |
| 3          | 4 april 2009   | Parangan                | Magkal             | Erika                  | 7-1                      | Tredje utröstade Dag 11                              | ca 1 428 000 tittare |
| 4          | 11 april 2009  | Magkal                  | Magkal             | Josephine              |                          | Avbröt sin medverkan Dag 13                          | ca 937 000 tittare   |
| 4          | 11 april 2009  | Magkal                  | Magkal             | Mika                   | 5-1                      | Fjärde utröstade Dag 14                              | ca 937 000 tittare   |
| 5          | 18 april 2009  | Magkal                  | Magkal             | Erik R.                | 4-1                      | Femte utröstade Dag 18                               | ca 1 322 000 tittare |
| 6          | 25 april 2009  | Jarmo                   | Lukas              | Erik Bi.               |                          | Förlorade duellen Dag 20                             | ca 1 167 000 tittare |
| 6          | 25 april 2009  | Jarmo                   | Lukas              | Rafael                 | 5-4                      | Sjätte utröstade Första jurymedlem Dag 22            | ca 1 167 000 tittare |
| 7          | 2 maj 2009     | Erik Bl.                | Angela             | Christian              |                          | Avbröt sin medverkan Dag 23                          | ca 1 175 000 tittare |
| 7          | 2 maj 2009     | Erik Bl.                | Angela             | Ranjit                 | 5-2                      | Sjunde utröstade Andra jurymedlem Dag 25             | ca 1 175 000 tittare |
| 8          | 9 maj 2009     | Angela                  | Lukas              | Angela                 | 6-1                      | Åttonde utröstade Tredje jurymedlem Dag 28           | ca 1 094 000 tittare |
| 9          | 16 maj 2009    | Ellenor Erik Bl. Lukas  | Erik Bl.           | Lukas                  | 4-2                      | Nionde utröstade Fjärde jurymedlem Dag 31            | ca 908 000 tittare   |
| 10         | 23 maj 2009    | Anna Ellenor Jarmo      | Anna Ellenor Jarmo | Erik Bl.               | 3-0                      | Tionde utröstade Femte jurymedlem Dag 35             | ca 1 075 000 tittare |
| 11 Finalen | 30 maj 2009    | Ellenor                 | Jarmo              | Anna Nina              | inga röster              | Utslagna i hinderbanan Sjätte & sjunde medlem Dag 38 | ca 1 104 000 tittare |
| 11 Finalen | 30 maj 2009    | Ellenor                 | Jarmo              | Anna Nina              | inga röster              | Utslagna i hinderbanan Sjätte & sjunde medlem Dag 38 | ca 1 104 000 tittare |
| 11 Finalen | 30 maj 2009    | Jury- röstning          | Jury- röstning     | Jarmo                  | 4-3                      | Runner-up Dag 38                                     | ca 1 104 000 tittare |
| 11 Finalen | 30 maj 2009    | Jury- röstning          | Jury- röstning     | Ellenor                | 4-3                      | Robinson 2009 Dag 38                                 | ca 1 104 000 tittare |

## Laguppställningar

### Lagen före sammanslagningen
I det första avsnittet var alla deltagare samlade under ett lag utan namn, men i det andra avsnittet delades lagen upp. De deltagare som tog sig vidare till sammanslagningen står i högst upp i bokstavsordning. De som röstades ut i öråden samt de som hoppade av Robinson står rödlistade i den ordning som de röstades ut i. 
| Nr | Lag Parangan    |
| -- | --------------- |
| 1  | Anna Lundh      |
| 2  | Erik Blomqvist  |
| 3  | Angela Monroe   |
| 4  | Erik Billing    |
| 5  | Erik Rydberg    |
| 6  | Mika Svensson   |
| 7  | Josephine Myrén |
| 8  | Erika Killén    |

| Nr | Lag Magkal          |
| -- | ------------------- |
| 1  | Ellenor Pierre      |
| 2  | Jarmo Heinonen      |
| 3  | Nina Amjadi         |
| 4  | Lukas Berglund      |
| 5  | Ranjit Roy          |
| 6  | Christian Ternstedt |
| 7  | Rafael Ortega       |
| 8  | Beatrice Karlsson   |

### Sammanslagningen
I det sjätte avsnittet slog Magkal och Parangan ihop till ett sammanslaget lag: lag Robinson. De som då fanns kvar i de två lagen fick gå ihop till det nya laget. Tabellen nedan listar i vilken ordning deltagarna röstades ut (eller hoppade av) i. Ellenor Pierre är grönmarkerad då hon vann Robinson 2009.
| Nr | Lag Robinson        |
| -- | ------------------- |
| 1  | Ellenor Pierre      |
| 2  | Jarmo Heinonen      |
| 3  | Anna Lundh          |
| 3  | Nina Amjadi         |
| 5  | Erik Blomqvist      |
| 6  | Lukas Berglund      |
| 7  | Angela Monroe       |
| 8  | Ranjit Roy          |
| 9  | Christian Ternstedt |
| 10 | Rafael Ortega       |